# Goodyera gibbsiae
Goodyera gibbsiae är en orkidéart som beskrevs av Johannes Jacobus Smith. Goodyera gibbsiae ingår i släktet knärötter, och familjen orkidéer. Inga underarter finns listade i Catalogue of Life.